# Oxyphlaeobella
Oxyphlaeobella es un género de saltamontes de la subfamilia Acridinae, familia Acrididae, y está asignado a la tribu Phlaeobini. Este género se distribuye en Indochina, específicamente en Vietnam y Myanmar.

## Especies
Las siguientes especies pertenecen al género Oxyphlaeobella:
- Oxyphlaeobella kongtumensis Mishchenko & Storozhenko, 1990 (Vietnam)
- Oxyphlaeobella rugosa Ramme, 1941 (Chin Hills, Myanmar)